# Іцковіч Саул Наумович
Сау́л Нау́мович Іцко́віч (* 22 червня 1934, Лубни — † 29 лютого 1988, Кишинів) — український, російський та молдовський драматург, журналіст, поет, прозаїк та режисер.

## Життєпис
Дитинство пройшло в Україні — родина переселилася в Могилів-Подільський, де й вчився в середній школі. Закінчив культпросвітучилище в Сороках.
Працював в Сорокському сільгосптехнікумі, згодом — у районних газетах Бельців, Оргієва, Сорок і Фалешт, кінцем 1960-х — у «Молодіжці».
Керував драматичною студією при Сорокському будинку культури.
З 1960-х років працював у кишинівському виданні «Молодь Молдавії».
Відомість йому принесла книжка про Мусю Пінкерзона, котра вийшла друком в Москві й Кишиневі, та була перекладена багатьма мовами.
1972 року вийшов друком його вірш «Сорокська фортеця».
Написав численну серію краєзнавчих оповідок про джерела, пойменовані в честь відомих людей — «Джерела пам'яті».
1979 року видавництво «Тімпул» надлрукувало його книгу «Молдавська фортеця».
1980 — книга «Муся Пінкензон», «Малюк», Москва.
1984 року в журналі «Кодри» надрукована повість «Подаруй мені підсніжник».
Останні роки працював в газеті «Юний ленінець».